# (8014) 1990 MF
(8014) 1990 MF è un oggetto vicino alla Terra  e un asteroide potenzialmente pericoloso nel gruppo Apollo. È stato scoperto dall'astronomo americano Eleanor Helin all'Osservatorio Palomar in California il 26 giugno 1990. L'asteroide misura circa 0,7 chilometri di diametro. Il 23 luglio 2020, è arrivato a 0,055 UA dalla Terra, circa 21 volte la distanza della Luna.